# Sammy Davis senior

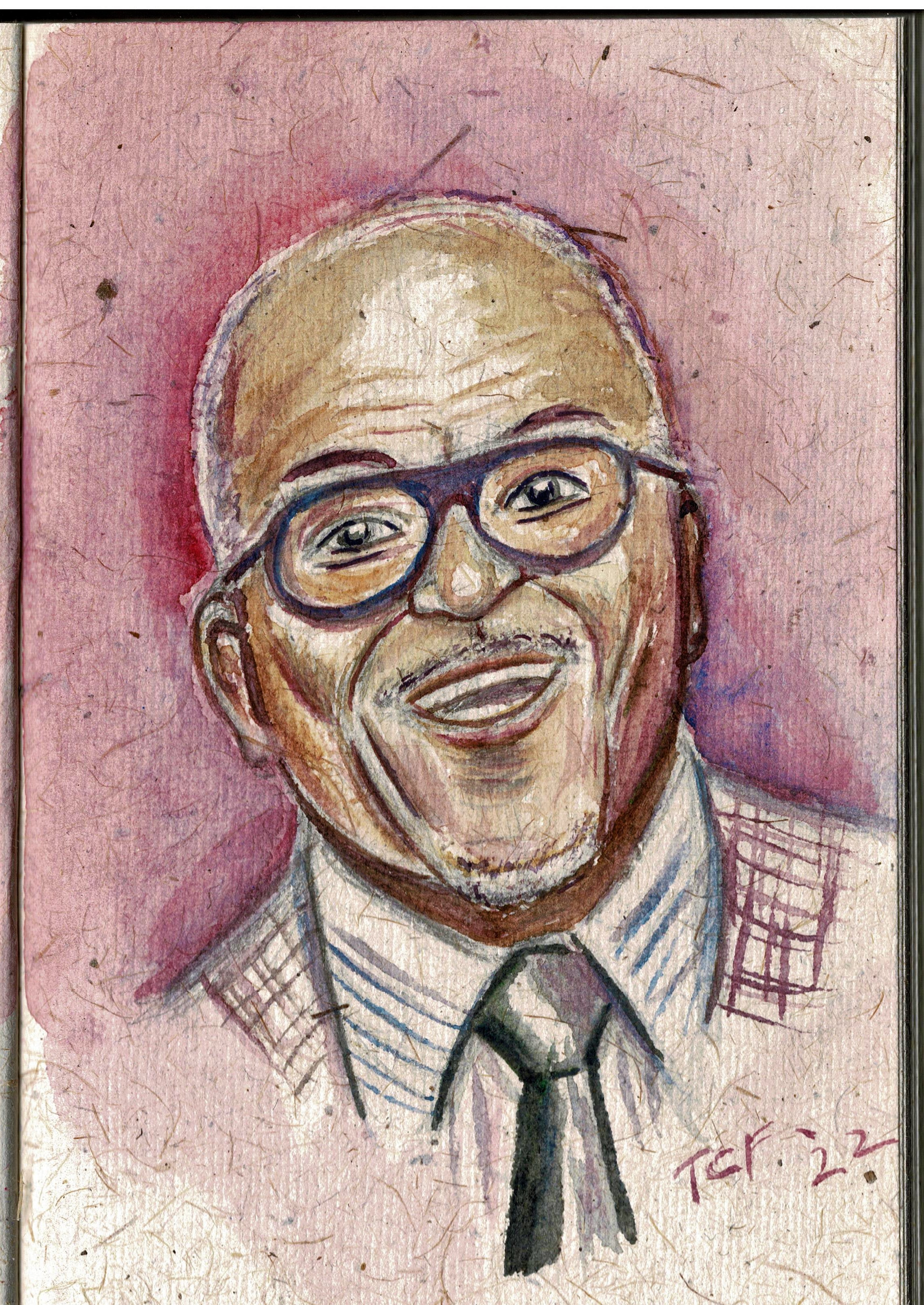
Aquarell-Skizze von Sammy Davis Sr. von Tim Farley 2022

Samuel George „Sammy“ Davis, Sr. (* 12. Dezember 1900 in Wilmington, North Carolina; † 21. Mai 1988 in Beverly Hills) war der Vater von Sammy Davis, Jr. und wie dieser ein US-amerikanischer Sänger und Tänzer.

## Frühes Leben
Davis wurde in Wilmington, North Carolina, als Sohn von Rosa B. Taylor (1870–1957) und Robert Davis (1868–1948) geboren. Er und seine frühere Frau Elvera Sanchez waren beide als Vaudeville-Tänzer tätig. Sie trennten sich, als Sammy Davis, Jr. drei Jahre alt war.
Davis erhielt das Sorgerecht für seinen Sohn, der ihn regelmäßig auf seine Tourneen mitnahm und anschließend mit seinem Vater ins Showgeschäft einstieg. Gemeinsam mit Will Mastin, dem Leiter der Tanztruppe, brachte er seinem Sohn das Tanzen bei und die drei traten als Will Mastin Trio auf.

## Karriere
Davis begann schon früh zu tanzen und schloss sich als junger Mann Will Mastin an, um eine Tanztruppe zu gründen. Bald schloss sich Sammy Jr. der Truppe an und sie wurden als Will Mastin Trio bekannt. Die drei traten 1956 in dem Broadway-Musical Mr. Wonderful auf.
Davis trat auch in einigen Filmen auf, darunter 1947 in Sweet and Low mit dem Will Mastin Trio und 1956 in Die Benny Goodman Story, in dem er den Bandleader und Arrangeur Fletcher Henderson spielte.

## Tod
Davis starb am 21. Mai 1988 in Beverly Hills, Kalifornien, im Alter von 87 Jahren eines natürlichen Todes, zwei Jahre vor dem Tod seines Sohnes Sammy Davis Jr.

## Filmografie (Auswahl)
- 1947: Sweet and Low
- 1952: The Colgate Comedy Hour (Fernsehserie, 8 Folgen)
- 1956: Die Benny Goodman Story
- 1962: 77-Sunset-Strip (Fernsehserie, 1 Folge)